# Albert J.R. Heck
Albert J.R. Heck (Goes, 25 november 1964) is een Nederlandse wetenschapper op het gebied van massaspectrometrie en proteomica.

## Levensloop
Albert Heck studeerde scheikunde aan de Vrije Universiteit Amsterdam en promoveerde in 1993 aan de Universiteit van Amsterdam. Na een postdoc aan Stanford-universiteit in het laboratorium van Richard Zare en Sandia National Laboratory (Livermore) werd hij postdoctoral fellow en universitair docent aan de Universiteit van Warwick. In 1998 kreeg Heck een leerstoel aan de Universiteit Utrecht als hoofd van de groep Biomolecular Mass Spectrometry and Proteomics. Sinds 2003 is hij wetenschappelijk directeur van het Netherlands Proteomics Centre. Van 2006 tot 2012 was Heck wetenschappelijk directeur van het Bijvoet Centrum voor Biomoleculair Onderzoek aan de Universiteit Utrecht. Daarnaast is hij raadslid van het HUPO Proteomics Standards Initiative (PSI) en sinds 2011 coördinator van PRIME-XS, een Europees samenwerkingsverband op het gebied van proteomica.

## Eerbewijzen
- Spinozapremie (2017)
- The American Chemical Society ‘Frank H. Field and Joe L. Franklin Award for Outstanding Achievements in Mass Spectrometry (2015)
- The UePA Pioneer Proteomics Award (2014)
- The HUPO Discovery Award in Proteomics Sciences (2013)
- Life Science Award of the German Mass Spectrometry Society (2010)
- NGI Distinguished Visiting Scientist (2010-2011)
- Descartes Huygens Award of the Republique France (2007)
- The KNCV golden medal (2001)